# Svanvik
Svanvik est une localité de Suède située dans la commune d'Orust du comté de Västra Götaland. Elle couvre une superficie de 0,35 km2. En 2010, elle compte 293 habitants.